# 納斯托拉

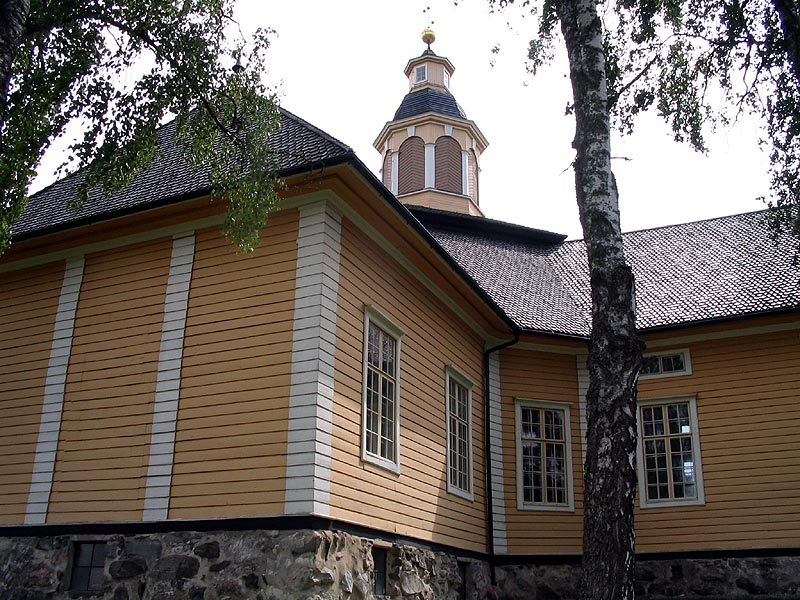
納斯托拉教堂

納斯托拉（芬蘭語：Nastola）是芬蘭派耶特海梅区一个已废置的市鎮，位於該國南部原拉赫蒂和科沃拉之間，面積363平方公里，2013年人口15,066，人口密度為每平方公里46.47人。2016年初时，纳斯托拉合并至拉赫蒂市。

## 外部連結
- 納斯托拉地区有关信息 （页面存档备份，存于） （文）
- 拉赫蒂市官方网站 （英文） （文） （瑞典文）